# 李强民
李强民（1957年5月—），中华人民共和国政治人物、外交官。

## 生平
1981年，毕业于中南大学。1982年，入职湖南省人民政府办公厅。1985年，赴湖南师范大学进修。同年，任湖南省经济管理干部学院科长、办公室副主任。1987年，赴荷兰国际管理学院进修。1988年，回任湖南省经济管理干部学院办公室副主任。1991年，任湖南省对外经济贸易委员会副处长，后升任处长。1997年，任湖南省对外经济贸易委员会副主任。2000年，任湖南省对外贸易经济合作厅副厅长。2001年，调入外交系统，任驻以色列大使馆参赞。2002年3月，出任中华人民共和国驻乌干达大使。2004年，任外交部非洲司副司长。2007年4月，出任中华人民共和国驻赞比亚大使。2011年，任中国－太平洋岛国论坛对话会特使。2014年5月，出任中华人民共和国驻休斯敦总领事。2019年7月，自驻休斯敦总领事离任。

## 家庭
已婚，有一女。